# Черепеть (река)
Черепеть — река в России, протекает по Дубенскому и Суворовскому районам Тульской области. Впадает в Оку. Длина реки составляет 49 км, площадь водосборного бассейна — 590 км². Протекает через Черепетское водохранилище.

## Данные водного реестра
По данным государственного водного реестра России относится к Окскому бассейновому округу, водохозяйственный участок реки — Ока от города Белёв до города Калуга, без рек Упа и Угра, речной подбассейн реки — бассейны притоков Оки до впадения Мокши. Речной бассейн реки — Ока.
Код объекта в государственном водном реестре — 09010100512110000019562.